# Église Saint-Céneri de Saint-Céneri-le-Gérei
L'église Saint-Céneri est une église catholique située à Saint-Céneri-le-Gérei, en France.

## Localisation
L'église est située dans le département français de l'Orne, au sud du bourg de Saint-Céneri-le-Gérei.

## Historique

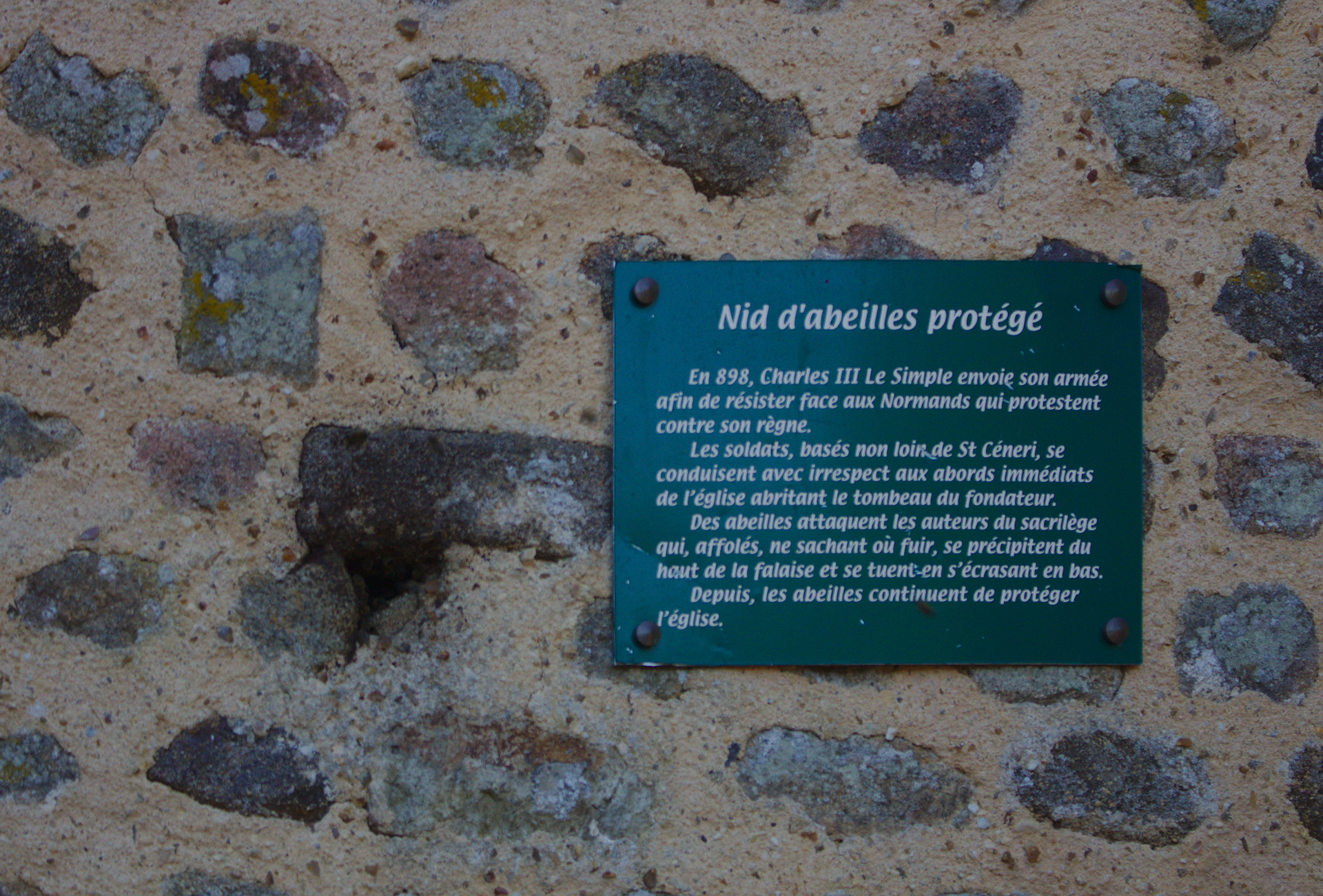
Nid d’abeille protégé.

La légende raconte que, sous Charles III le Simple et son royaume faible et vacillant, les Normands attaquent le village et l'église située sur un piton rocheux défendu par une petite garnison. Un essaim d'abeilles ayant élu domicile dans un trou d'un des murs de l'église, attaque les soldats des troupes normandes ; ceux-ci, pour fuir, se jettent du haut de l'éperon rocheux dans La Sarthe en contrebas.
Une plaque posée à proximité d'un trou occupé actuellement par des abeilles rappelle cet évènement avec la citation : « Les abeilles continuent à protéger l'église ».
L'édifice  est classé au titre des monuments historiques depuis le 12 juillet 1886.